# Mourad Benayad
Mourad Benayad (en arabe : مراد بن عياد) est un footballeur algérien né le 25 septembre 1990 à Arzew (wilaya d'Oran). Il évolue au poste d'avant centre à la JS El Biar.

## Biographie
Mourad Benayad commence sa carrière sportive dans sa ville natale avec l'Olympic Arzew 3. Il a aussi évolué en première division algérienne avec les clubs de la JS Saoura, du NA Hussein Dey, du RC Relizane, de l'ES Sétif, de l'USM Bel Abbès et du CA Bordj Bou Arreridj.

## Palmarès
| JS Saoura - Championnat d'Algérie D2 (1) : - Champion : 2011-12. |  | NA Hussein Dey - Coupe d'Algérie : - Finaliste : 2015-16. |  | ES Sétif - Supercoupe d'Algérie (1) : - Vainqueur : 2017. |  | USM Bel Abbès - Supercoupe d'Algérie (1) : - Vainqueur : 2018. |